# Biće
Biće predstavlja suštinu onoga što proučava ontologija, time je biće postavljeno kao životna činjenična stvarnost koja izražava subjektivnu realnost koju nije moguće u potpunosti objektivno predstaviti ili razložiti. Biće tako, premda je stvarna prisutnost onog što bitak jest, biva kvalitativna određenost kojoj nije moguće dati kvantitativnu procjenu.